# So Small
«So Small» es una canción compuesta por la ganadora de la 4° temporada de American Idol, Carrie Underwood y coescrita con Hilary Lindsey y Luke Laird. Es el primer sencillo del segundo álbum de estudio de Underwood, Carnival Ride, lanzado el 28 de agosto de 2007 en los Estados Unidos y el 14 de agosto del mismo año en Canadá.

## Antecedentes y datos generales
"So Small" es el primer sencillo en el que Underwood tiene créditos de composición. Underwood ya había coescrito "I Ain't Checotah Anymore" de su primer álbum, Some Hearts, pero la canción no fue lanzada como sencillo.
Underwood dijo sobre la canción:

"So Small" es una canción que habla sobre la cantidad de tiempo y esfuerzo que le pone la gente a cosas que no son realmente importantes, y uno no se da cuenta de eso hasta que se es demasiado tarde. Nos sentimos culpables, y lo digo como experiencia propia, dejamos que algo tan tonto se adueñe de nuestras vidas. La cosa más pequeña puede arruinarme el día, y en un punto me doy cuenta y digo: "Dios mío, Carrie!, ¿qué estás haciendo?". La vida es genial, y tenemos que recordar las cosas que son verdaderamente importantes.

## Lanzamiento del sencillo
"So Small" fue lanzado oficialmente a las estaciones de radio country el 31 de julio de 2007.
El sencillo fue lanzado digitalmente en Napster el 14 de agosto de 2007, el mismo día en el que se puso a la venta en iTunes de Canadá, pero fue removida días después. La canción estuvo disponible permanentemente en Napster y en iTunes Store de Estados Unidos el 28 de agosto de 2007.
Underwood interpretó la canción en los Country Music Association Awards en 2007.

## Video musical
El video musical para "So Small" fue dirigido por Roman White. El video iba a ser estrenado el 13 de septiembre en CMT, pero terminó siendo estrenado el 20 de septiembre de 2007 en CMT, ese mismo día CMT se transformó en "Carrie Music Television" y pasó el video desde las 6:00am-12:00pm, siendo reproducida alrededor de 66 veces. El video también estuvo disponible para su compra exclusivamente en iTunes Store el 20 de septiembre.
El video comienza con una adolescente caminando por una carretera sola en un atardecer, llevando solo una mochila. Un flashback es mostrado de la joven discutiendo con su madre poco antes de marcharse de su casa. Dos autos son vistos aproximándose por la carretera donde la joven está, ambos yendo en direcciones opuestas, en uno de los autos va conduciendo un hombre discutiendo con alguien por teléfono, y en el otro vehículo está una mujer llorando. Cuando el auto de la mujer se acerca hacia la joven, ella se mete a la carretera en un intento de suicidio, la mujer gira hacia el otro lado de la carretera donde se encuentra el vehículo del hombre acercándose, chocando ambos vehículos. En medio de la colisión, los dos vehículos se "congelan" dejando inmovilizados pero sanos a los ocupantes de cada vehículo. Ambos, la mujer y el hombre, tienen recuerdos yéndose de casa luego de haber peleado con sus respectivas familias. Mientras la noche se desvanece con un amanecer, el choque es "revertido" y la joven en vez de entrar a la carretera, se aparta de ella. Al ver esto, los dos ocupantes de los vehículos detienen sus autos y salen de ellos. El video termina con las tres personas regresando a casa a reconciliarse con sus respectivas familias.

## Versiones
- El finalista de American Idol de 2009 Matt Giraud realizó esta canción durante la semana de Grand Ole Opry.

## Posicionamiento
"So Small" debutó en el número veinte en Hot Country Songs (Billboard) el 18 de agosto de 2007, convirtiéndose en el debut más alto por una solista country femenina en los 43 años de Nielsen Broadcast Data System. Récord que sería más tarde ocupado por Taylor Swift, con su canción We Are Never Ever Getting Back Together en 2012. La canción también debutó en el número trece en el Bubbling Under Hot 100 de Billboard en el mismo día. Debutó en el Hot 100 en el puesto 98 dos semanas después. Luego saltó 76 posiciones en la lista en su tercera semana en la lista, del puesto 93 al 17, con 71,000 descargas digitales vendidas, convirtiéndose en el quinto Top 20 de Underwood en el Hot 100. Hasta mayo de 2012, el sencillo ha sido certificado Platino.
La canción también se convirtió en el cuarto número uno en las listas country de Billboard, manteniéndose en la cima por tres semanas. En la semana del 22 de diciembre de 2007, la canción cayó desde el número uno hasta el diez, la mayor caída del número uno desde 1996, cuando You Win My Love de Shania Twain cayó de la cima al puesto once.
| Listas (2007)                      | Posición |
| ---------------------------------- | -------- |
| Canadá (Canadian Hot 100)          | 14       |
| Estados Unidos (Billboard Hot 100) | 17       |
| Estados Unidos (Hot Country Songs) | 1        |

### Listas de fin de año
| Listas (2007)                | Position |
| ---------------------------- | -------- |
| US Country Songs (Billboard) | 37       |

## Historia de lanzamientos
| Región         | Fecha                 | Formato          | Sello            |
| -------------- | --------------------- | ---------------- | ---------------- |
| Canadá         | 14 de agosto de 2007  | Descarga Digital | Sony Music       |
| Australia      | 14 de agosto de 2007  | Descarga Digital | Sony Music       |
| Estados Unidos | 28 de agosto de 2007  | Descarga Digital | Arista Nashville |
| Canadá         | 28 de agosto de 2007  | Airplay          | Sony Music       |
| Australia      | 28 de agosto de 2007  | Airplay          | Sony Music       |
| Estados Unidos | 28 de agosto de 2007  | Airplay          | Arista Nashville |
| Nueva Zelanda  | 20 de octubre de 2007 | Descarga Digital | Sony Music       |